# 40-я церемония «Грэмми»
40-я церемония вручения премий «Грэмми» состоялась 25 февраля 1998 года в Radio City Music Hall, Нью-Йорк. Триумфатором церемонии стал певец Боб Дилан, получивший три статуэтки «Грэмми», включая главную в категории Альбом года. Две специальные награды получил оперный певец Лучано Паваротти (Grammy Legend Award и Персона года «MusiCares»).

## Основная категория

### Запись года
- Джон Левентал (продюсер) и Шон Колвин за «Sunny Came Home»

### Альбом года
- Daniel Lanois (продюсер) и Боб Дилан за альбом «Time Out of Mind»

### Песня года
- John Leventhal & Shawn Colvin (авторы) за песню «Sunny Came Home» в исполнении Shawn Colvin

### Лучший новый исполнитель
- Пола Коул (другие номинанты: Фиона Эппл, Эрика Баду, Hanson, Шон Коумз)

## Классическая музыка

### Лучший классический альбом
- Steven Epstein (продюсер), David Zinman (дирижёр), Yo-Yo Ma & Филадельфийский оркестр за альбом Premieres — Cello Concertos (Works of Danielpour, Kirchner, Rouse)

## Поп

### Лучшее женское вокальное поп-исполнение
- Сара Маклахлан — «Building a Mystery»

### Лучшее мужское вокальное поп-исполнение
- Элтон Джон — «Candle in the Wind 1997»

## Рок

### Лучшее женское вокальное рок-исполнение
- Фиона Эппл — «Criminal»

### Лучшее мужское вокальное рок-исполнение
- Боб Дилан — «Cold Irons Bound»

### Лучшее вокальное рок-исполнение дуэтом или группой
- The Wallflowers — «One Headlight»

### Лучшее хард-рок-исполнение
- The Smashing Pumpkins — «The End Is the Beginning Is the End»

### Лучшее метал-исполнение
- Tool — «Ænema»

### Лучшая рок-песня
- Джейкоб Дилан (автор), The Wallflowers — «One Headlight»

### Лучший рок-альбом
- Джон Фогерти (продюсер) — «Blue Moon Swamp»

## Кантри

### Лучший женский кантри-вокал
- Триша Йервуд за «How Do I Live»

### Лучший мужской кантри-вокал
- Винс Гилл за «Pretty Little Adriana»

### Лучший кантри-альбом
- Рик Рубин (продюсер) и Джонни Кэш за Unchained

## R&B

### Лучшее женское вокальное R&B-исполнение
- Эрика Баду — «On & On»

### Лучшее мужское вокальное R&B-исполнение
- Ар Келли — «I Believe I Can Fly»

## Джаз

### Лучшее мужское джаз-исполнение
- Doc Cheatham & Nicholas Payton — «Stardust»

## Музыкальное Видео

### Лучшее короткое музыкальное видео
- Aris McGarry (продюсер), Mark Romanek (режиссёр) & Джанет Джексон — «Got 'Till It’s Gone»
  - Среди номинантов была Babyface — «How Come, How Long»

## Составление и аранжировка
- Best Instrumental Composition
  - Wayne Shorter (композитор) за «Aung San Suu Kyi» в исполнении Herbie Hancock и Wayne Shorter
- Best Song Written Specifically for a Motion Picture or for Television
  - R. Kelly (автор) за «I Believe I Can Fly» (из фильма Космический джем)
- Best Instrumental Composition Written for a Motion Picture or for Television
  - Gabriel Yared (композитор) за The English Patient
- Best Instrumental Arrangement
  - Bill Holman (аранжировка) за «Straight, No Chaser» в исполнении The Bill Holman Band
- Best Instrumental Arrangement Accompanying Vocal(s)
  - Slide Hampton (аранжировка) за «Cotton Tail» в исполнении Dee Dee Bridgewater

## Персона года «MusiCares»
- Лучано Паваротти